# Gronówko (Grande-Pologne)
Pour les articles homonymes, voir Gronówko.
Gronówko (prononciation : [ɡrɔˈnufkɔ]) est un village polonais de la gmina de Lipno dans le powiat de Leszno de la voïvodie de Grande-Pologne dans le centre-ouest de la Pologne.
Il se situe à environ 5 kilomètres au sud-est de Lipno (siège de la gmina), à 5 kilomètres au nord-est de Leszno (siège du powiat) et à 62 kilomètres au sud de Poznań (capitale régionale).

## Histoire
De 1975 à 1998, le village faisait partie du territoire de la voïvodie de Leszno.

Depuis 1999, Gronówko est situé dans la voïvodie de Grande-Pologne.